# Vârful Hârtopul Darei, Munții Făgăraș
Vârful Hârtopul Darei se află în partea estică a munților Făgăraș la sud de vârful Dara, având o înălțime de 2.506 m. Distanța foarte mică față de vârful Dara, aproximativ 300 m la sud de acesta, înspre vârful Mușetescu, precum și faptul că nu este clar delimitat de acesta, pune problema dacă aceste două vârfuri pot fi considerate două vârfuri separate.

## Accesibilitate
Accesul înspre vârf se poate face din traseul de creastă dintre vârful Urlea și curmătura Zârnei, în dreptul vârfului Fundul Bândei.